# Dicopomorpha echmepterygis
Dicopomorpha echmepterygis es una especie de himenóptero apócrito de la familia Mymaridae. Los machos son los más pequeños de todos los insectos conocidos. Son ciegos y no poseen alas. Su tamaño no excede las 139 µm de longitud (más pequeña que un paramecio unicelular). Obviamente, los huevos y las larvas de esta avispa son considerablemente más pequeños que el adulto.
Esta especie de Estados Unidos es un parasitoide idiobionte de los huevos del psocóptero Echmepteryx hageni.
Los machos se aparean con sus hermanas dentro del huevo del huésped, y mueren sin abandonar el huevo. Modos de vida similares se pueden encontrar en Prestwichia aquatica de la familia de avispas Trichogrammatidae y también en la familia  Agaonidae.